# Józef Szlachta
Józef Jan Szlachta – polski specjalista w zakresie mechanizacji produkcji zwierzęcej, niekonwencjonalne źródła energii, dr hab., profesor zwyczajny i dyrektor Instytutu Inżynierii Rolniczej Wydziału Przyrodniczego i Technologicznego Uniwersytetu Przyrodniczego we Wrocławiu.

## Życiorys
Obronił pracę doktorską, następnie uzyskał stopień doktora habilitowanego. 12 października 1994 nadano mu tytuł profesora w zakresie nauk rolniczych. Objął funkcję profesora zwyczajnego i dyrektora Instytutu Inżynierii Rolniczej Wydziału Przyrodniczego i Technologicznego Uniwersytetu Przyrodniczego we Wrocławiu.
Piastuje stanowisko wiceprezesa, członka Polskiego Towarzystwa Inżynierii Rolniczej, oraz członka Wrocławskiego Towarzystwa Naukowego.
Był prorektorem na Uniwersytecie Przyrodniczym we Wrocławiu, członkiem Komisji ds. Stopni i Tytułów; Sekcji III - Nauk Biologicznych, Rolniczych, Leśnych i Weterynaryjnych Centralnej Komisji do Spraw Stopni i Tytułów, a także zastępcą przewodniczącego Komitetu  Techniki Rolniczej na II Wydziale Nauk Biologicznych i Rolniczych i na V Wydziale Nauk Rolniczych, Leśnych i Weterynaryjnych Polskiej Akademii Nauk.